# Křesťanská a demokratická unie – Československá strana lidová
Die Křesťanská a demokratická unie – Československá strana lidová (KDU-ČSL, kurz auch als lidovci – „Volksparteiler“ – bezeichnet), deutsch Christliche und Demokratische Union – Tschechoslowakische Volkspartei, ist eine christdemokratische Partei in Tschechien. Von ihrer Gründung im Januar 1919 in der Tschechoslowakei bis zur Vereinigung mit der Křesťanská a demokratická unie (KDU) 1992 hieß die Partei Československá strana lidová (ČSL).

## Geschichte

### Vorläufer in der k.u.k.-Monarchie
Ende des 19. Jahrhunderts bildeten die tschechischen Katholiken in Böhmen und Mähren, die damals beide zu Österreich gehörten, die ersten politischen Parteien: 1894 wurde in Litomyšl die Christlich-Sozialistische Partei gegründet, 1896 in Přerov die Katholisch-Nationale Partei Mährens.

### Erste Tschechoslowakische Republik und Nachkriegszeit (1919–1948)
Im Januar 1919 gründete sich in Prag die Tschechoslowakische Volkspartei (Československá strana lidová, kurz ČSL), die alle bisherigen katholischen Parteien und Strömungen vereinigte. Zuerst bestand sie aus einer Teilpartei in Böhmen mit dem Landesparteivorsitzenden František Šabata und einer Teilpartei in Mähren mit dem Landesparteivorsitzenden Jan Šrámek. Ab 1922 gab es einen einzigen gemeinsamen Vorsitzenden – Jan Šrámek. 1921 trat die ČSL in die Regierung ein und blieb dort bis 1939 aktiv. In der Slowakei gab es 1925–1938 eine eigenständige Landesorganisation, die Československá strana ľudová (ČSL) unter der Führung von Martin Mičura, die als eine Konkurrentin zu Hlinkas klerikal-nationalistischen Hlinkas Slowakische Volkspartei auftrat; sie war teilweise in der Nationalversammlung in Prag vertreten.
Nach dem Münchner Abkommen wurde die Partei in die Einheitspartei Strana národní jednoty integriert und erlosch vorübergehend. In dieser Zeit war Jan Šrámek Regierungschef der Tschechoslowakische Exilregierungen in London, im Einzelnen der Regierung Jan Šrámek I und der Regierung Jan Šrámek II. Nach der Befreiung der Tschechoslowakei 1945 war die ČSL zuerst in der Allparteien-Regierung Zdeněk Fierlinger II mit drei Ministern vertreten, darunter Jan Šrámek als stellvertretender Ministerpräsident. Bei der freien Wahl im Mai 1946 kam sie mit 15,7 Prozent der landesweiten Stimmen (20,2 Prozent im tschechischen Landesteil) und 46 der 300 Sitze auf den dritten Platz hinter Kommunisten und Volkssozialisten. Im Kabinett Klement Gottwald I stellte die ČSL vier Minister. Sie traten am 20. Februar 1948, wie die Minister der anderen bürgerlichen Parteien (DS und ČSNS), aus Protest gegen die zunehmende Machtkonzentration bei den Kommunisten zurück.

### Blockpartei in der ČSSR (1948–1989)
Nach der Machtübernahme der Kommunisten im Februar 1948 wurden zahlreiche Mitglieder der ČSL verfolgt und verhaftet, viele Mitglieder gingen ins Exil. Die Partei verlor danach jeglichen Einfluss und wurde im Rahmen der sogenannten Nationalfront zu einer Blockpartei. Sie erkannte den Führungsanspruch der Kommunistischen Partei der Tschechoslowakei an und war stets mit einem Ministerposten in der Regierung vertreten. Von 1951 bis 1968 wurde die ČSL von dem exkommunizierten Priester Josef Plojhar geführt, der zugleich Gesundheitsminister der tschechoslowakischen Regierung war. Nach der Niederschlagung des Prager Frühlings war die Mitgliederzahl der ČSL (wie auch der eher städtisch-bürgerlichen ČSS) durch ihre Statuten auf 10.000 begrenzt. In der Wahlperiode 1986–1990 besetzte die ČSL – genau wie die ČSS – 11 der 200 Sitze in der Volkskammer und stellte 7 der 75 tschechischen Abgeordneten in der Nationenkammer der Föderalversammlung. Für die katholische Klientel im slowakischen Landesteil gab es hingegen eine weitere Blockpartei, die Strana slobody (SSL). Die ČSL unterhielt freundschaftliche Beziehungen zur Ost-CDU, die in der benachbarten DDR eine vergleichbare Rolle als Blockpartei spielte.

### Nach der Samtenen Revolution (1990–1998)

Parteilogo von 1992 bis 2012

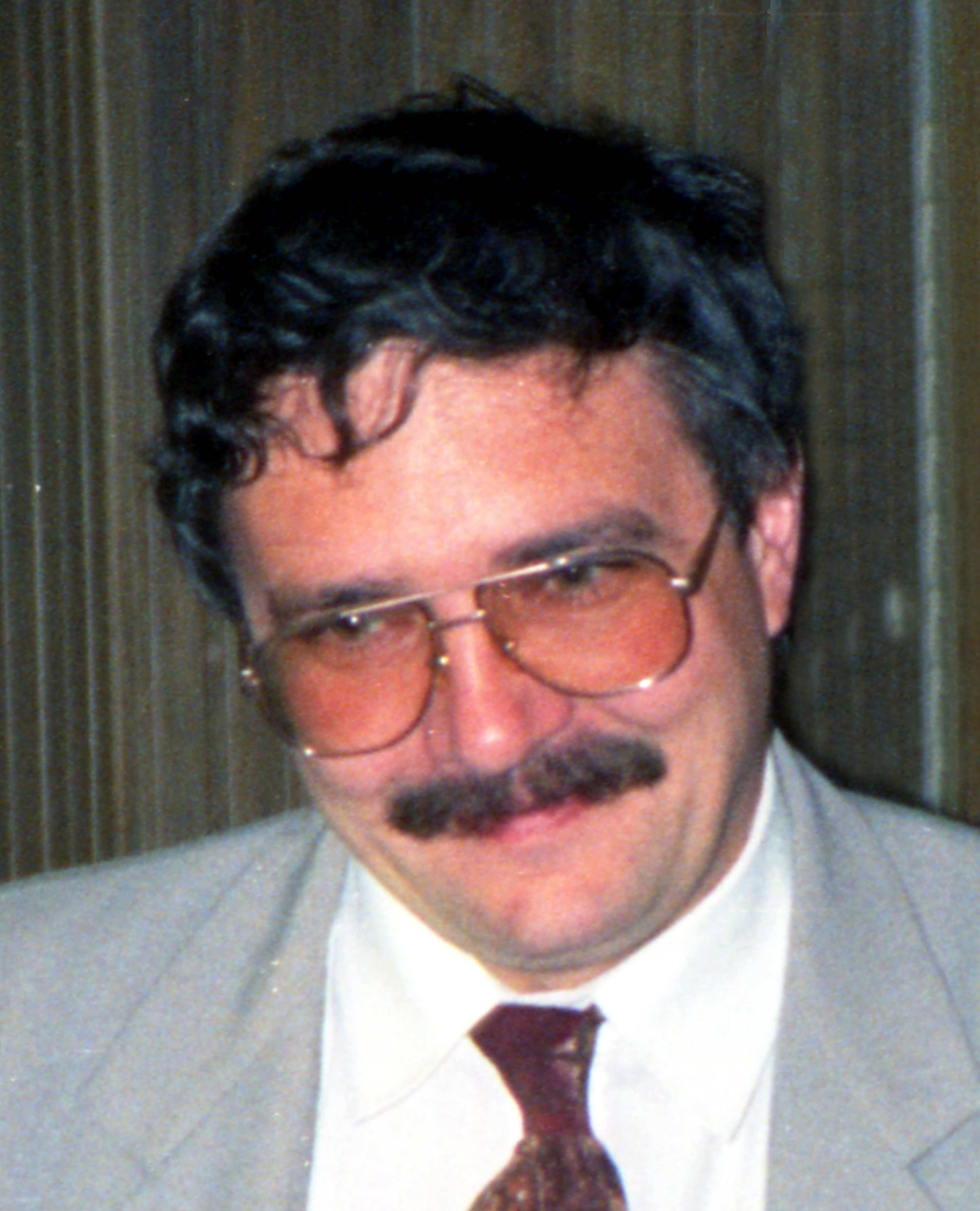
Josef Lux (1994)

Während der Samtenen Revolution 1989 machte sich die ČSL wieder unabhängig und versuchte in der Folgezeit, von ihren kompromittierten Positionen und Führungsfiguren der Vergangenheit loszukommen. Sie fusionierte 1992 mit der kleinen, kurzlebigen Křesťanská a demokratická unie (KDU), die sich nach der Revolution gebildet hatte, und nahm dadurch ihren heutigen Namen an. Nach dem Zerfall der Tschechoslowakei und der Unabhängigkeit der Tschechischen Republik trat die Partei 1993 in die Regierung der bürgerlichen Občanská demokratická strana (ODS) unter Václav Klaus ein, der Parteivorsitzende Josef Lux war in dieser Zeit stellvertretender Ministerpräsident. Im Herbst 1997 traten ihre Minister allerdings aus der Regierung aus, was zu deren Sturz führte. Danach war sie in der Übergangsregierung unter Josef Tošovský vertreten, nach den vorgezogenen Parlamentswahlen 1998 ging sie in die Opposition.
Wie fast alle anderen Parteien in der Tschechischen Republik ist die Partei nicht von Skandalen verschont geblieben. Die meisten davon fallen in die frühen 1990er Jahre, als sie unter Antonín Baudyš, Vilém Holáň und Miloslav Výborný das Verteidigungsministerium innehatte.

### Viererkoalition und Koalice mit US-DEU (1998–2006)
Gegen die Zusammenarbeit der beiden großen Parteien ČSSD und ODS schlossen sich 1998 die kleineren bürgerlichen Parteien KDU-ČSL, ODA, Unie svobody (US) und Demokratická unie (DEU) zur „Viererkoalition“ zusammen. Nach dem Ausscheiden der ODA und der Fusion der beiden anderen Bestandteile trat die KDU-ČSL bei den Parlamentswahlen im Juni 2002 in einem Wahlbündnis mit der rechtsliberalen US-DEU an, der so genannten „Koalice“ (Koalition). Es zeigte sich aber, dass die Wählerzielgruppe der beiden Parteien eine völlig andere war. Die „Koalition“ gewann 31 Mandate, wovon 22 der KDU-ČSL zufielen. Beide Parteien traten danach in die Koalitionsregierung der siegreichen Sozialdemokraten (ČSSD) ein.

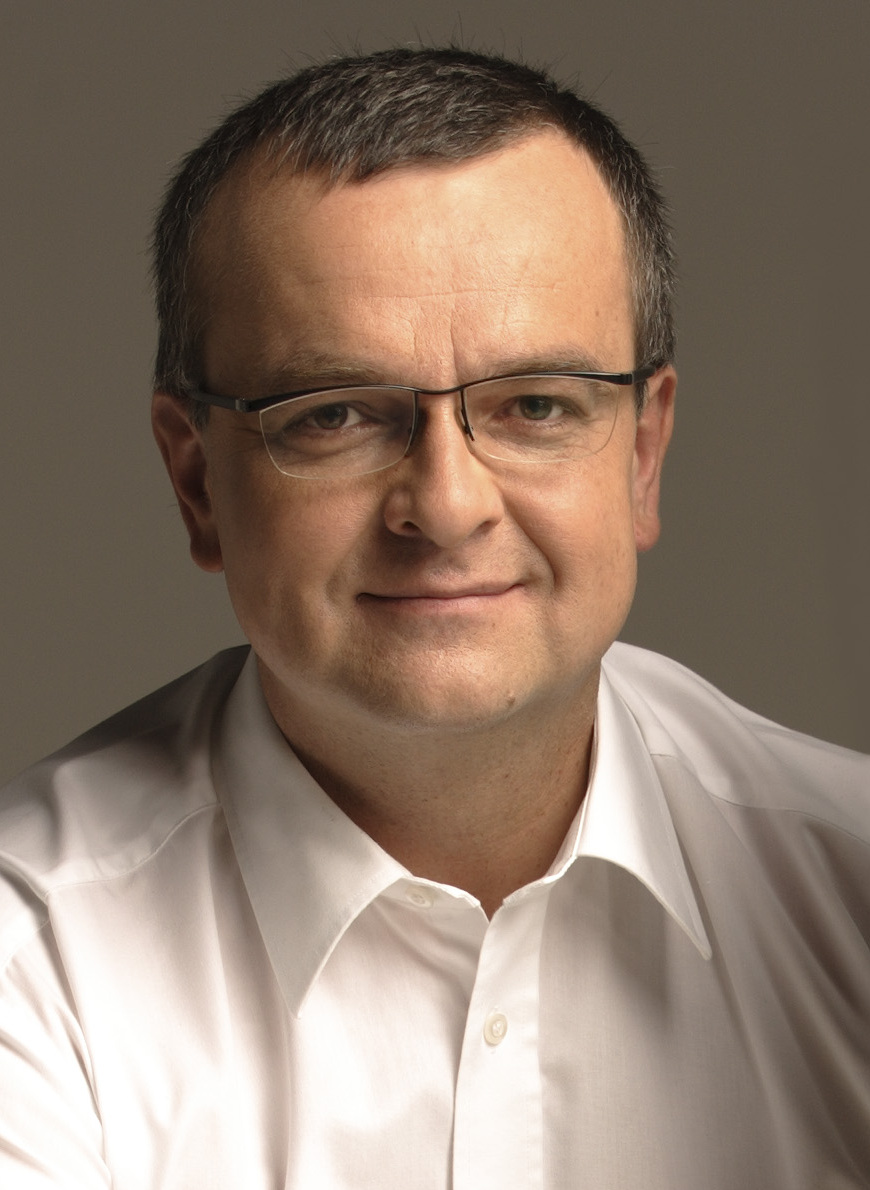
Miroslav Kalousek (2006)

Von 2003 bis 2006 stand der Partei Miroslav Kalousek vor, der im Gegensatz zu seinem Vorgänger Cyril Svoboda den eher rechtsgerichteten Flügel der Partei repräsentierte, der gegen eine Koalition mit der ČSSD eintrat. Sofort nach seiner Wahl im November 2003 weigerte er sich, wie üblich ein Amt in der Regierung zu übernehmen und hielt diese Weigerung auch nach der Regierungsumbildung und dem Rücktritt Vladimír Špidlas im Sommer 2004 aufrecht. Am 19. Februar 2005 forderte er nach dem Ausbruch eines Finanzskandals den Rücktritt des betroffenen Ministerpräsidenten Stanislav Gross. Gross rächte sich, indem er versuchte, den Austritt der KDU-ČSL aus der Regierung zu erzwingen, wodurch sich die Regierungskrise verschärfte. Am 25. April 2005 musste Gross schließlich zurücktreten. Auch dem Kabinett seines Nachfolgers Jiří Paroubek gehörten die KDU-ČSL und die US-DEU an.

### Seit 2006
Im Dezember 2006 erfolgte nach einer längeren Krise in der Partei die Wahl des Vsetíner Bürgermeisters Jiří Čunek zum Parteivorsitzenden. Er hatte wenige Wochen zuvor auf sich aufmerksam gemacht, als er mehrere Roma-Familien, die in Vsetín ihre Mieten nicht bezahlt hatten, zwangsweise aus ihren Wohnungen in der Innenstadt entfernte und in Containersiedlungen am Stadtrand unterbrachte. Die Krise und der Rücktritt von Kalousek war durch einen Streit um die Regierungsbeteiligung der KDU-ČSL ausgebrochen. Nach der Parlamentswahl hatte das bisherige Regierungsbündnis mit der ČSSD seine Mehrheit verloren. Allerdings reichte es auch nicht für eine „Bürgerliche Koalition“ zwischen der ODS, der KDU-ČSL und der SZ, da diesem Bündnis mit 100 von 200 Stimmen exakt ein Sitz zur Mehrheit fehlte. Der an sich als eher rechts stehend geltende Parteichef Miroslav Kalousek hatte in dieser Situation sich doch offen zu einer Fortsetzung der Regierung mit den Sozialdemokraten unter stillschweigender Duldung der kommunistischen KSČM gezeigt. Da die Partei sich jedoch als „antikommunistisch“ versteht, rief dieses innerparteilich große Kritik und Widerstand hervor, so dass Miroslav Kalousek nach großem Druck seinen Rücktritt erklärte.
Von Dezember 2006 bis Mai 2009 war die KDU-ČSL letztlich doch Mitglied der Regierungskoalition unter Mirek Topolánek, gemeinsam mit der ODS und den Grünen, die durch den Fraktionsaustritt von zwei sozialdemokratischen Abgeordneten, die sie nun im Parlament stillschweigend unterstützen, möglich geworden war. Sprachliche Ausfälle des Parteivorsitzenden Čunek gegenüber den Roma und Strafverfahren wegen verschiedener Korruptionsvorwürfe führten aber auch innerhalb der Koalition zu erheblichen Streitigkeiten. Insbesondere der von den Grünen gestellte Außenminister Karel Schwarzenberg war ein scharfer Kritiker der Person Čuneks. Zeitweise musste Čunek daher auch sein Amt als Minister für Regionalentwicklung ruhen lassen und wurde im Frühjahr 2009 kurz vor dem Sturz der Regierung Topolánek II durch Cyril Svoboda in seinen Regierungsämtern für einige Wochen gänzlich ersetzt.
Am 30. Mai 2009 wurde Cyril Svoboda in Vsetín als Nachfolger Čuneks wieder zum Parteivorsitzenden gewählt. Im Anschluss hieran verließ der eher rechts gerichtete Ex-Vorsitzende Kalousek die Partei und gründete die Partei TOP 09 mit dem ehemaligen Außenminister Karel Schwarzenberg an der Spitze. Namhafte weitere Mitglieder der KDU-ČSL – darunter z. B. die ehemalige Verteidigungsministerin Vlasta Parkanová und der Fraktionsvorsitzende im Abgeordnetenhaus Pavel Severa – folgten Kalousek und verließen die Partei.

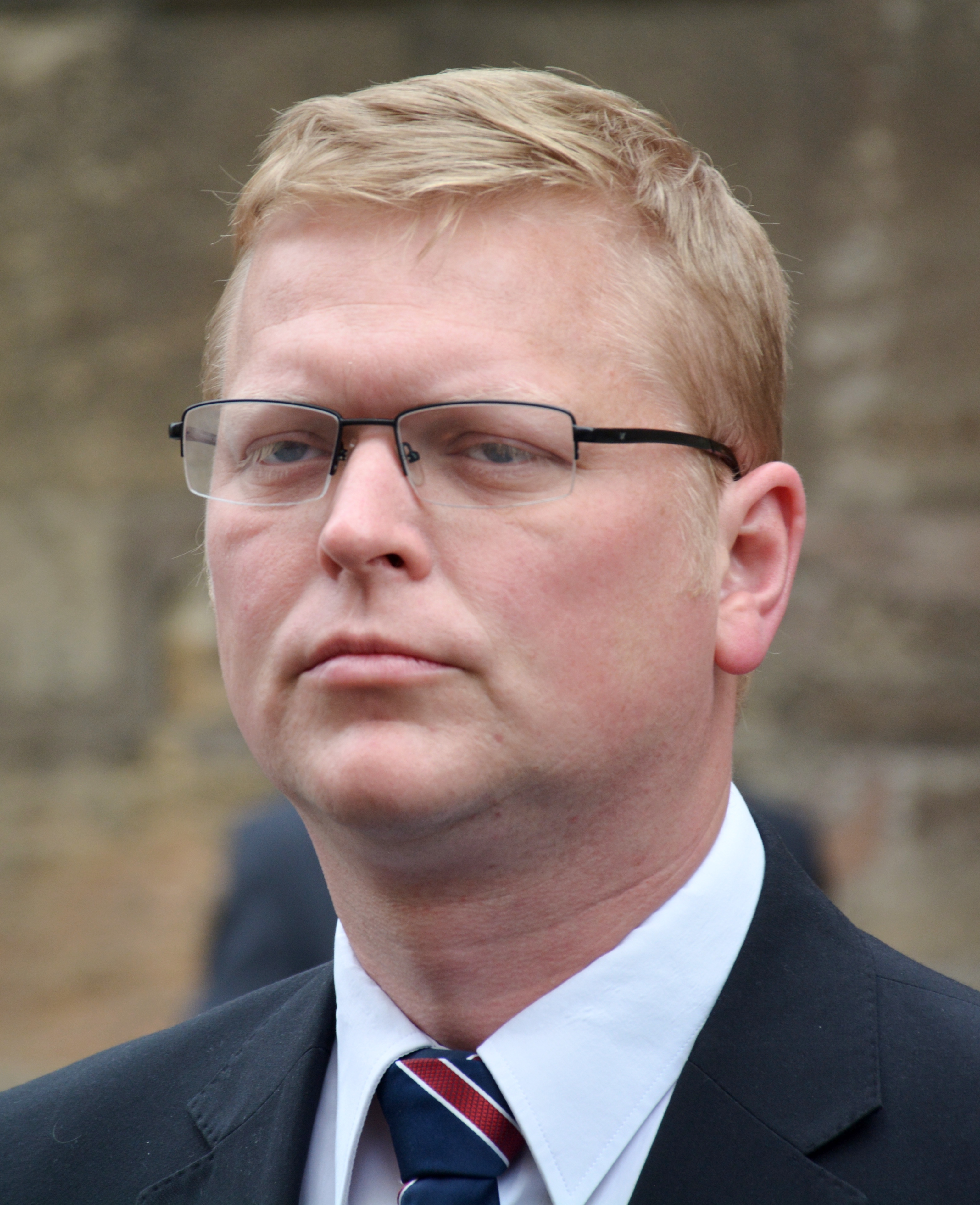
Pavel Bělobrádek (2015)

Während Kalousek mit dieser neuen Partei mit über 16,7 % sehr erfolgreich startete, musste die KDU-ČSL bei den Abgeordnetenhauswahlen 2010 eine historische Niederlage verkraften. Mit 4,39 % schaffte sie nicht mehr den Sprung über die 5-Prozent-Hürde und war damit zum ersten Mal seit 1919 nicht mehr in der tschechischen bzw. tschechoslowakischen unteren Parlamentskammer vertreten. Cyril Svoboda kündigte noch am Wahlabend an, nicht mehr für den Parteivorsitz kandidieren zu wollen. Am 22. November 2010 wurde der erst 33-jährige und weithin eher unbekannte Pavel Bělobrádek zum neuen Vorsitzenden gewählt. Mit ihm als Spitzenkandidat gelang der Partei bei den vorgezogenen Parlamentswahlen 2013 mit 6,78 % der Wiedereinzug ins Abgeordnetenhaus.
Die Partei trat nach den Wahlen in die neugebildete Regierung mit der ČSSD und der ANO 2011 ein und stellte drei Minister. U. a. Parteivorsitzender Bělobrádek trat als Wissenschaftsminister und stellvertretender Premier in die Regierung ein. Im Vorfeld der Wahlen 2017 bildete die KDU-ČSL zeitweilig eine gemeinsame Wahlallianz mit der STAN, die jedoch aufgrund schlechter Umfragewerte und der für eine derartige Allianz erhöhten Sperrklausel (10 % statt 5 %) kurz vor den Wahlen wieder aufgelöst wurde. Letztlich trat die Partei erneut mit Bělobrádek als Spitzenkandidaten alleine an und schaffte mit leichten Verlusten mit 5,8 % den Wiedereinzug ins Abgeordnetenhaus. In den nach den Wahlen gebildeten Regierungen unter Premier Andrej Babiš war die KDU-ČSL jedoch nicht mehr vertreten.
Auf dem Parteitag im März 2019 kandidierte Pavel Bělobrádek nicht mehr erneut für den Parteivorsitz. Die Delegierten wählten den Parlamentsabgeordneten Marek Výborný zum neuen Vorsitzenden, der sich mit 256 zu 124 Stimmen in der Stichwahl gegen den ehemaligen Landwirtschaftsminister Marian Jurečka durchsetzte. Výborný trat nach dem überraschenden Tod seiner Frau nach weniger als ein Jahr im Amt vom Parteivorsitz wieder zurück. Am 25. Februar 2020 wurde daher der ehemalige Landwirtschaftsminister Marian Jurečka mit 205 Stimmen (146 bzw. 10 Stimmen für seine Herausforderer Jan Bartošek und Jan Horníček) doch noch zum Vorsitzenden der Partei gewählt.

## Bedeutung und Mitglieder

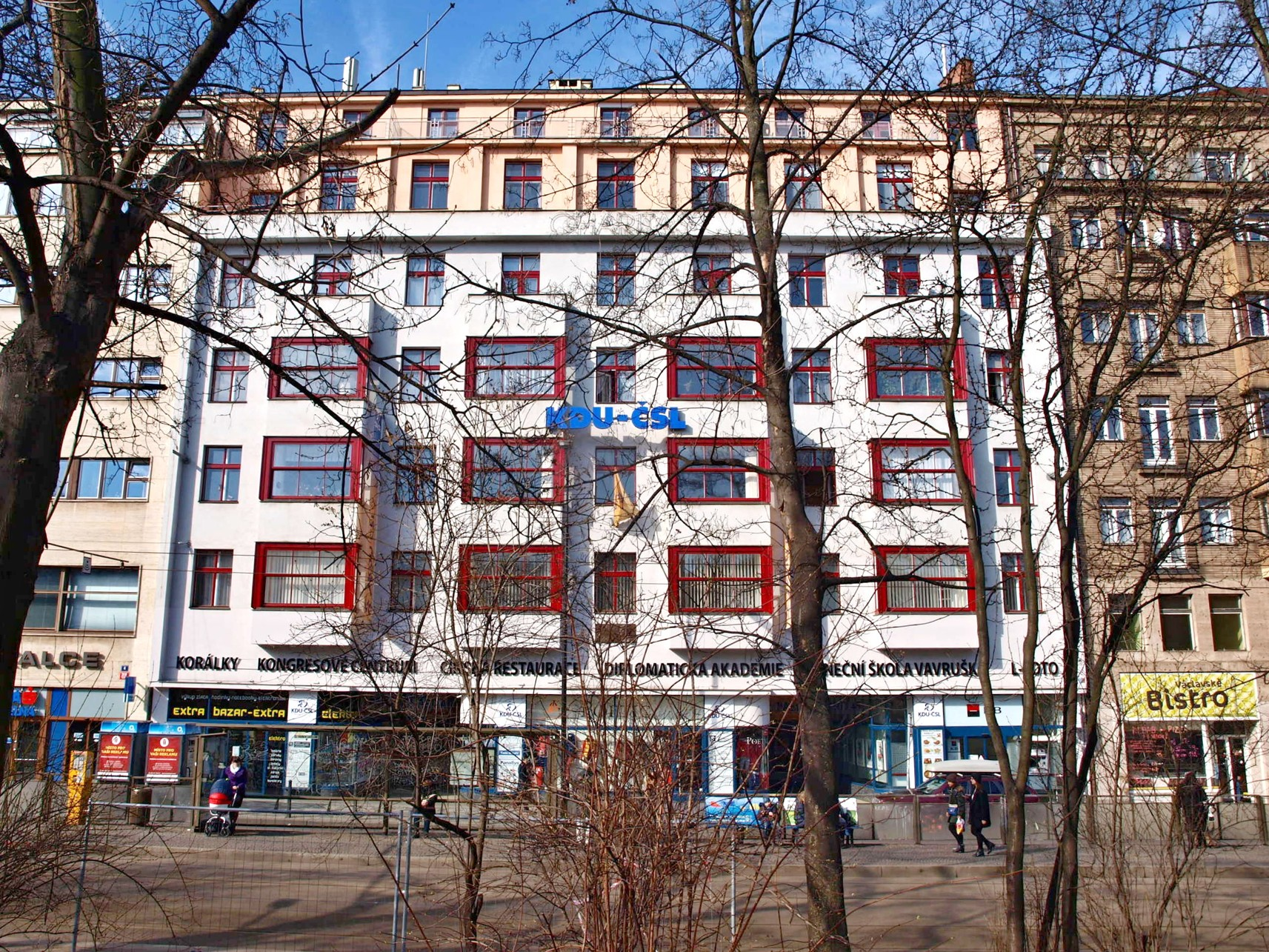
Parteizentrale Palác Charitas am Prager Karlsplatz

Die KDU-ČSL ist aufgrund ihrer langen Geschichte und Verwurzelung in der Bevölkerung eine Massenpartei. Nach der Samtenen Revolution hatte sie über 95.000 Mitglieder (1991). Jedoch ist eine klar abnehmende Tendenz zu beobachten. Ende der 1990er-Jahre war sie noch mit rund 60.000 Mitgliedern auf Rang zwei der mitgliederstärksten Parteien in Tschechien hinter der Kommunistischen Partei KSČM. Das entsprach etwa 0,6 % aller Tschechen. Die meisten Mitglieder waren mittleren Alters. Es gelang der Partei aber nicht, den Wegfall von älteren Mitgliedern durch Anwerbung von neuen Mitgliedern auszugleichen. Ab den 2000er-Jahren ging die Mitgliederzahl rapide zurück: auf 40.000 im Jahr 2008 und unter 30.000 im Jahr 2013.

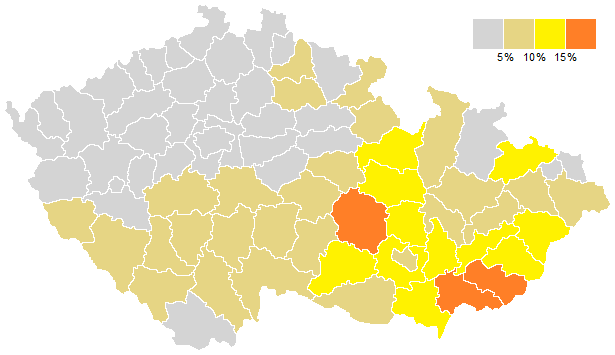
Regionale Verteilung des Stimmenanteils der KDU-ČSL bei der Nationalratswahl 1992

Stimmenanteile der KDU-ČSL bei der Abgeordnetenhauswahl 2017

Die Partei hatte von der Samtenen Revolution bis in die 2000er-Jahre relativ stabile Wahlergebnisse von 7–9 %, wobei sie in den katholischen ländlichen Regionen Mährens naturgemäß am stärksten abschnitt. Folglich besetzte sie jeweils zwischen 13 und 22 der 200 Sitze im Abgeordnetenhaus. Der Einfluss der Partei war allerdings größer, als die Zahl ihrer Mitglieder und Parlamentssitze es ausdrückt, da sie für die meisten Regierungen als „Mehrheitsbeschaffer“ nötig war. Das änderte sich, als sie 2010 erstmals unter die 5-Prozent-Hürde fiel und aus dem Abgeordnetenhaus ausschied (im Senat war sie noch mit 5 Sitzen vertreten). Seit 2014 ist sie wieder in beiden Parlamentskammern vertreten, jedoch nicht in ihrer früheren Stärke.
Ihre Hochburgen hat die Partei traditionell in Südmähren, wo auch die religiöse Bindung der Bevölkerung höher ist als im Rest des Landes.

## Vorsitzende der Partei
- František Šabata und Jan Šrámek (1919–1922)
- Jan Šrámek (1922–1938, 1945–1948)
- Alois Petr (1948–1951)
- Josef Plojhar (1951–1968)
- Antonín Pospíšil (1968–1973)
- Rostislav Petera (1973–1980)
- František Toman (1980–1981)
- Zbyněk Žalman (1981–1989)
- Josef Bartončík (1989–1990)
- Josef Lux (1990–1998)
- Jan Kasal (1999–2001)
- Cyril Svoboda (2001–2003)
- Miroslav Kalousek (2003–2006)
- Jan Kasal (2006, kommissarisch)
- Jiří Čunek (2006–2009)
- Cyril Svoboda (2009–2010)
- Michaela Šojdrová (2010, kommissarisch)
- Pavel Bělobrádek (2010–2019)
- Marek Výborný (2019–2020)
- Marian Jurečka (seit 2020)

## Ergebnisse bei Wahlen zum Abgeordnetenhaus ab 1992
- 1992 (Nationalrat): 8,4 % – 19 Mandate
- 1996: 6,3 % – 15 Mandate
- 1998: 8,1 % – 18 Mandate
- 2002: 14,3 %2 – 31 Mandate (davon 22 für KDU-ČSL)
- 2006: 7,2 % – 13 Mandate
- 2010: 4,4 % – kein Mandat
- 2013: 6,8 % – 14 Mandate
- 2017: 5,8 % – 10 Mandate
- 2021: 27,8 %3 – 71 Mandate (davon 23 für KDU-ČSL)

2 – zusammen mit der US-DEU
3 – als Teil des Wahlbündnisses Spolu zusammen mit der ODS und TOP 09